# 龍山寺地下街

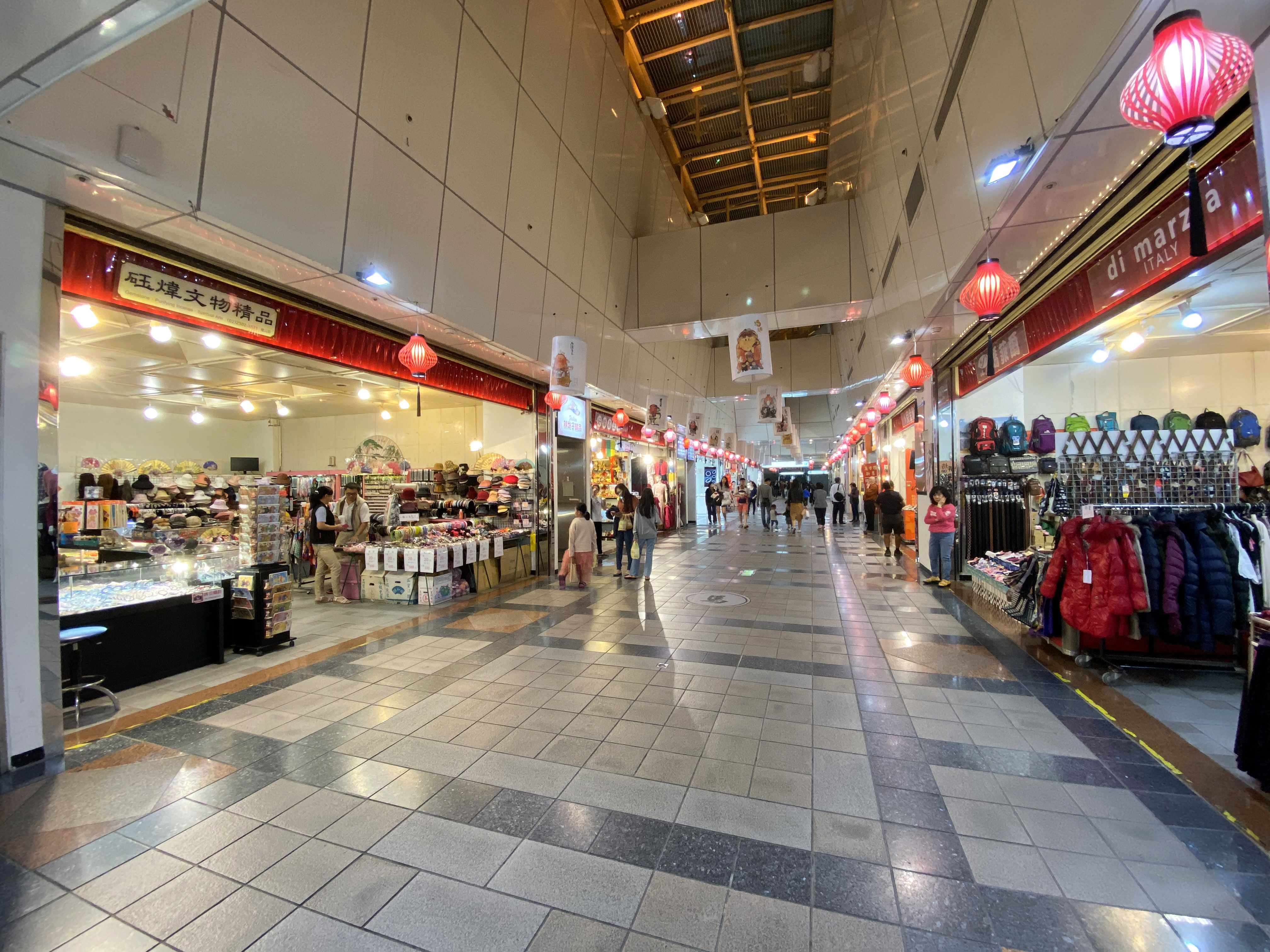
B1層商場

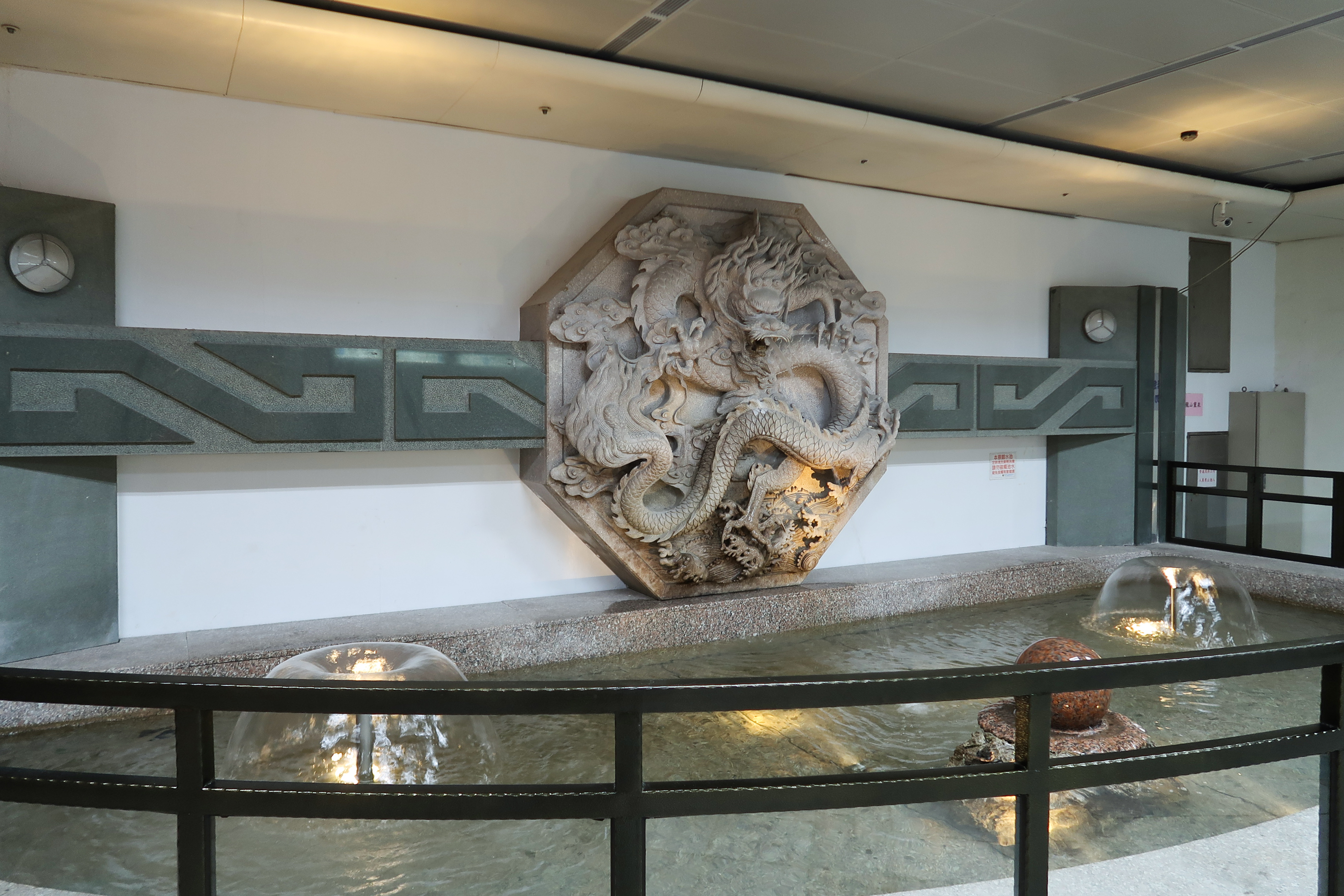
B1層商場的水池

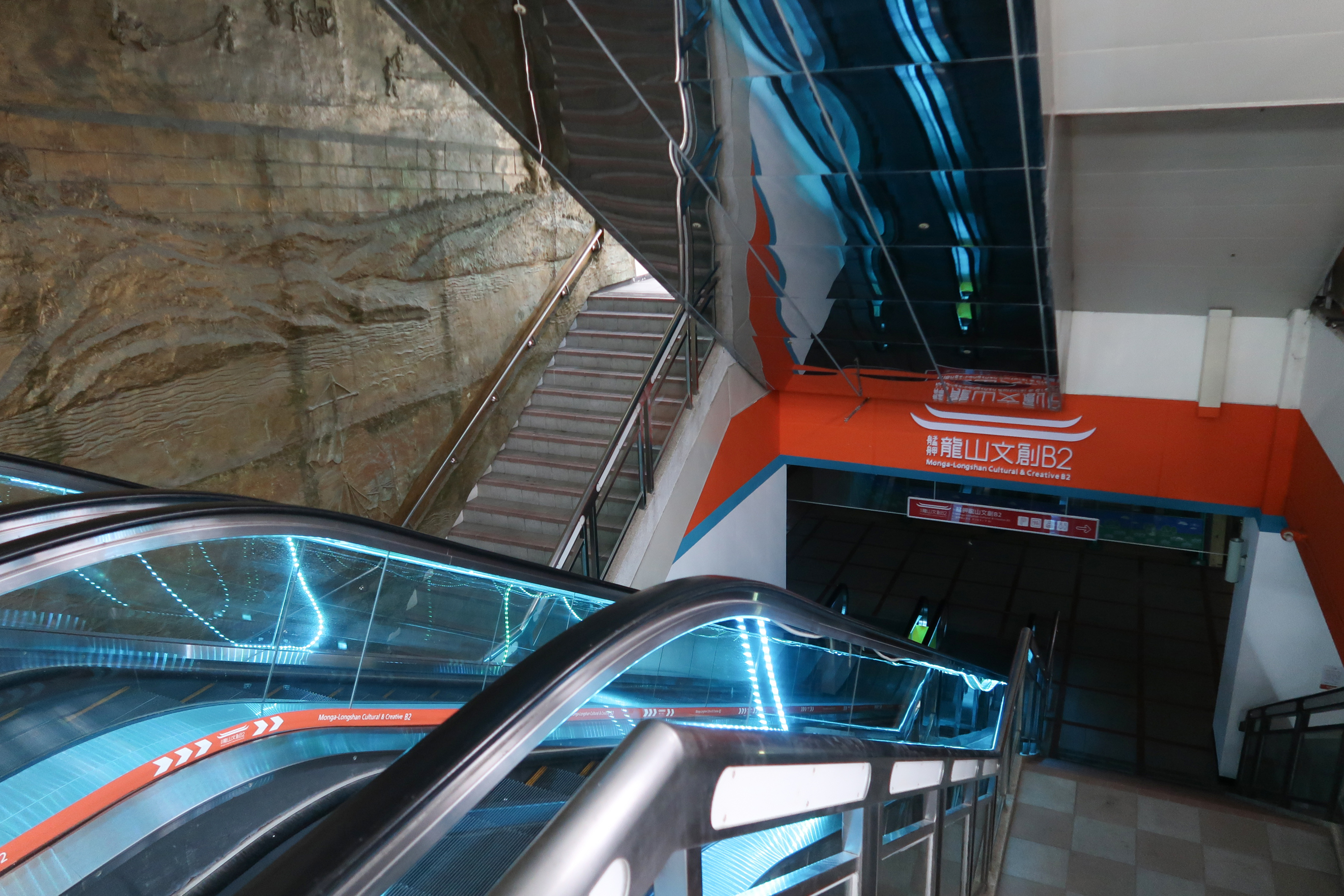
B2層商場已經關閉

龍山寺地下街位於臺灣台北市萬華區，是臺北市境內眾多地下商店街之一。

## 地下街構造及位置
龍山寺地下街位於位於艋舺公園地下，西起西園路一段，東至和平西路三段109巷，北起廣州街，南至和平西路三段。地面層作為民俗公園及台北市公共自行車租賃系統捷運龍山寺站[1號出口]租賃站，地下一二層主要為商場，少部份為停車場，地下三四樓為停車場。
龍山寺地下街亦為艋舺龍山寺周圍七大商街之一，七大商街包括龍山寺地下街、龍山商場、大理服飾街、西昌街、廣州街、梧州街及華西街攤販臨時集中場等。

## 地下街出入口
| 出入口  | 圖片 | 位置 |
| ------- | ---- | --- |
| 出入口1 |      | 龍山寺 西昌街夜市 |
| 出入口2 |      | 萬華夜市 西昌街夜市 地下停車場 |
| 出入口3 |      | 台北市公共自行車租賃系統捷運龍山寺站[1號出口]租賃站 萬華區行政中心 龍山商場 地下停車場 萬華車站 萬華凱撒大飯店Caesar Park[新建中] 台北市政府第二辦公室[新建中] |
| 出入口4 |      | 捷運龍山寺站 |
| 出入口5 |      | 捷運龍山寺站 地下停車場 |

## 利用狀況
該地下街原計劃安置原龍山商場攤商、西三水街的攤商，開業初期，市府期望能藉由造勢的活動來營造市場活絡的氣氛，但仍無法提振當地的買氣，所以多數店家仍因生意不佳，而宣布停業。目前雖仍有不少民眾出入，但多為當地遊民與老人，僅止於在此歇息躺臥，並未消費，因此成為許多遊民的棲息所，甚至形成治安的死角。雖然近年來利用狀況有改善情況，但仍有要求台北市政府檢討的呼聲。
2013年台北市議員應曉薇指出，地下街轉為紅包場歌廳、遊戲機台，甚至於疑似有流鶯拉客，地下街的管理出現了問題。
地下2樓曾多年來閒置，直至2016年12月，由台北市文化局規劃的「艋舺龍山文創B2」開幕，共有25家文創業者進駐。於2010年改名為「龍山文創基地」，致力於培養新興文創工作者，並不定時舉辦在地文化活動。

## 歷史
2005年9月17日：龍山寺地下街正式對外營運。
2016年12月20日：地下街2樓的「艋舺龍山文創B2」對外試營運。

## 外部連結
- 龍山寺地下街  臺北旅遊網 （页面存档备份，存于）
- 臺北市市場處機關入口網-龍山寺地下街 （页面存档备份，存于）
- 龍山文創基地的Facebook專頁
- 龍山文創基地 臺北旅遊網 （页面存档备份，存于）
- 臺北市政府文化局 龍山文創基地 （页面存档备份，存于）